# 進研ゼミ小学講座
進研ゼミ小学講座（しんけんゼミしょうがくこうざ）は、ベネッセコーポレーションが展開する進研ゼミの小学生向け通信教育。なお、本項目では「チャレンジ」と表記する。

## 概要
1980年に「進研ゼミ小学講座」が開講。通信教育業界の売上げ1位となり、会員数が増えてきた。通称「チャレンジ - 年生」。毎月、「教材」として、ドリルだけでなく、付録が届くのも特徴。有料オプションドリル「国語算数発展ワーク」「漢字計算くりかえしドリル」も販売している。このほかにも小学3・4年生を対象とした自然・文化・社会・科学技術の4テーマを扱った知的好奇心を引き出す「かがく組」、小学校低学年向けの「考える力・プラス講座」、小学4 - 6年生を対象とした「作文・表現力講座」などがある。
問題箇条文は、学年・教科の如何を問わず、開始以来一貫して「…でしょう。」「…ましょう。」に統一されている。

## 赤ペン先生の問題
テキストに全て取り組みその月の後半に、「赤ペン先生の問題」と呼ばれる添削サービスがある。「赤ペン先生」と呼ばれる素人の教師（大学卒で、研修に合格した人）が採点する。内容は、かつては理科と社会もあったが現在はどの学年も国語と算数だけである。夏休みなどは理科と社会もある。提出目標日は月末であるが、あくまでも目標のため、いつ提出しても採点可能である。努力賞ポイントが貰える。(一教科8ポイント)特別キャンペーンの時には倍に増やされる場合もある。

## 実力診断テスト
「実力診断テスト」と呼ばれる実力テストを、年に3回、8月号・12月号・3月号で実施する（1年生は年2回）。実力診断テストがある月は赤ペン先生の問題はない。問題冊子に書かれているテストに取り組み、答えの番号をマークシートに塗り潰し提出するというもの。現在はインターネットからの提出もできるようにもなっている。ただし、マークシートを塗る際、テストの答えが間違っていても訂正してはいけないという訳ではない。教科は、3年生の12月号からは4教科。また、5･6年生では、英語もある。およそ半月後、テストの結果と1年生 - 4年生はがんばりシール、5・6年生は努力賞ポイントと「個別復習ドリル」という会員のテストの結果に合わせたドリルが届く。

## チャレンジタッチ

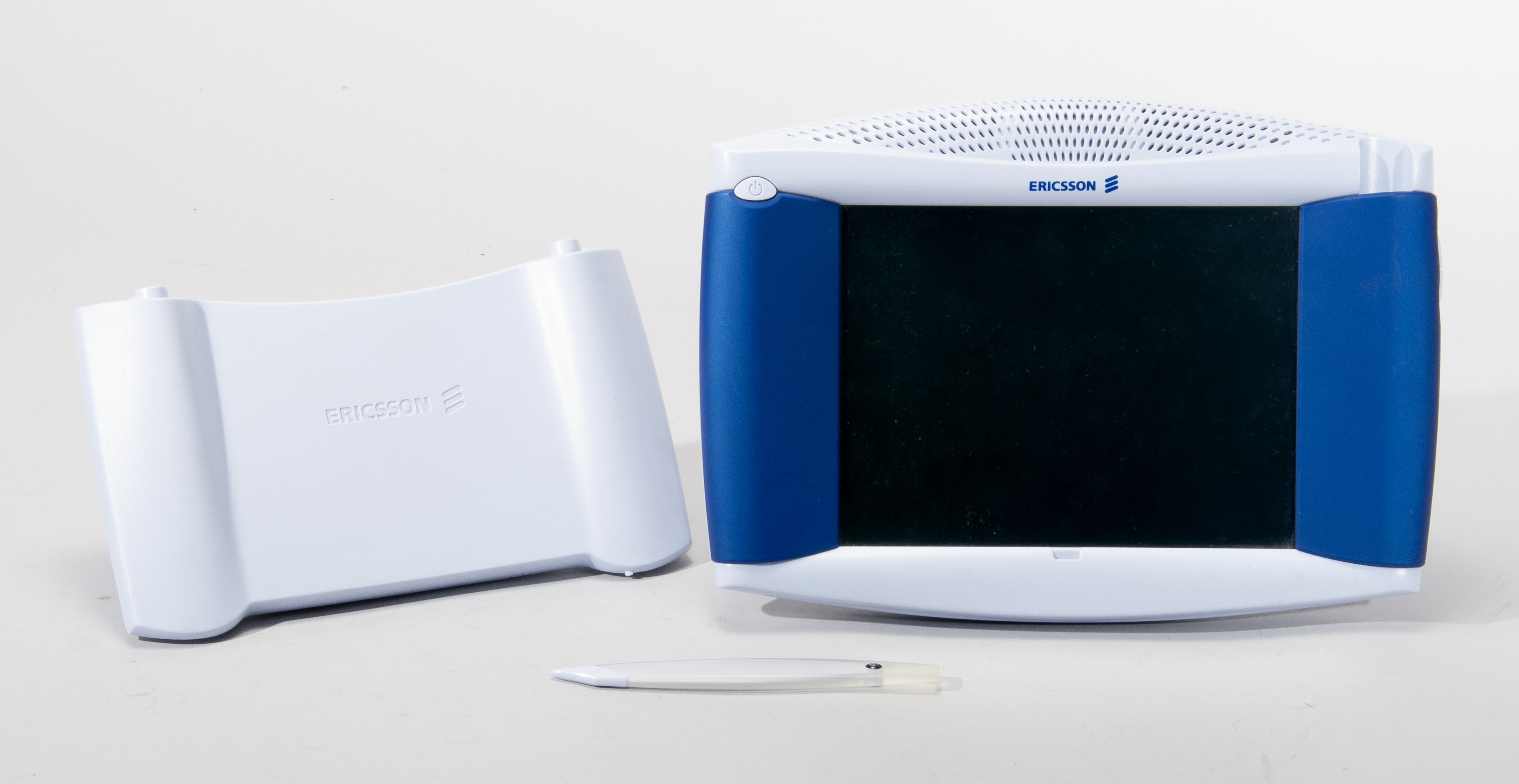
チャレンジスタートナビ (コスモブルー)

2014年4月から専用タブレット端末（チャレンジパッド）を使用したオンライン学習システム『チャレンジタッチ』を小学1〜5年生を対象にサービスを開始し、2015年4月に対象を小学6年生に拡大し全学年で利用できるようになった。毎月の赤ペン先生の問題はないが、年3回の実力テストと、作文などを中心にした特製の赤ペン先生の問題が年3回付属する。
2017年度にタブレット端末が新型であるチャレンジパッド2に変更された。その後はチャレンジパッド3への変更やチャレンジパッドNEXTに変更された。
なお、解約後はAndroidタブレットとして使用可能であるが、進研ゼミ側は非推奨扱いであり、ROMはGoogleのアプリなどが取り除かれており使うのには適していない。

## オプション教材
進研ゼミ小学講座には、有料で申し込めるオプションドリルが用意されている。一部の書店でも販売されている。2021年度にワークやドリルを廃止して、2022年度からは「AI国語算数トレーニング」の受講を推薦している。

### 過去のオプション教材
スタディボックス
ファミコン専用の周辺機器。3～5年生向けで算数・理科に重点を置いたサイエンスコースと4～6年生向けの英語に特化したイングリッシュコース（イングリッシュチャレンジファミコンコース）があった。毎月送られてくる教材はテキストと音声・プログラムデータが入ったカセットテープ（サイエンスコース）だった。初期は算数・理科に国語・社会も追加した4教科対応型だった。
イングリッシュチャレンジ
英語に特化したオプション教材。4年生～中学3年生向けで見る・聞く・書く・読む・話すの5ステップで英会話を中心に英語の基本や文法を学べるレギュラーコース（英検jr・英検ではシルバーランク〜3級程度と幅広く対応しているが中学3年生向けは準2級程度の内容が一部含まれている）と4～6年生向けでテレビゲーム感覚で学べるファミコンコース（スタディボックスイングリッシュコース）（英検jrシルバーランク〜ゴールドランクに対応しているが英検5級程度の内容が一部含まれている）があった。毎月送られてくる教材はレギュラーコースがテキスト（添削問題用答案用紙はとじ込み）とVHSビデオテープとカセットテープ、ファミコンコース（スタディボックスイングリッシュコース）がテキストと音声・プログラムデータが入ったカセットテープと添削問題集（答案用紙は巻末にとじ込み）だった。
BenePa小学講座シリーズ
2015年2月17日からプリペイドカード方式のデジタルオプション教材『BenePa（ベネパ）』をコンビニチェーンであるローソン限定で販売。その後はAmazonでも購入することができたが、2016年10月31日をもってすべての販売を終了した。
国語算数発展ワーク
1年生～4年生向けで通常の「チャレンジ」より難易度が高い問題が豊富な発展ワーク。春・夏・秋・冬の全4号である。「知識を使いこなす力」（リテラシー）を身につける問題も用意されている。1・2年生は、国語算数各12回だが、3・4年生は、国語算数各14回と確認テストである。4年生は、通常のチャレンジ同様、自分で答え合わせをする。
漢字計算くりかえしドリル
1年生～4年生向けで基礎となる漢字・計算の問題が掲載されているドリル。夏休み・冬休み・春休みの全3号。1 - 4年生共に、漢字計算各30回分である。
国語算数ハイレベルテキスト
5年生・6年生向けであり、国語算数発展ワーク同様、難易度の高い問題が豊富なテキスト。春・夏・秋・冬の全4号。
漢字計算くりかえしドリル
5年生・6年生向けで 内容は1 - 4年生の漢字計算くりかえしドリルと同じ。春・夏・秋・冬の全4号。

## 主なキャラクター

### 3年生までの教材に登場するキャラクター
コラショ
声 - 大谷育江
キッズのランドセルの妖精。ウサギのような長い耳はランドセルの肩ひも部分。シュークリームが大好きで食いしん坊。物を話させる事ができる「コラショパワー」を使う。「こどもちゃれんじ」の映像教材において小学校・特別支援学校小学部進学が近づくと、しまじろうとともに度々コラショが登場し、進研ゼミに誘う。誕生日は1月1日。
キッズ / 井上 きずな（いのうえ きずな）
声 - 岡村明美
ケーキ屋「トルテ」の一人息子。誕生日は7月10日。サッカーが得意。ちなみに頭の髪型は寝癖である。大好きなものはドラゴンと恐竜などのおもちゃと友達。短所は面倒くさい性格のため部屋の整理をあまりしない。
ラッキー / 村木 こすも（むらき こすも）
声 - 遠藤勝代、森谷里美（一部作品）
キッズの幼なじみで、コンビニ「ラッキー24」の次女。姉は村木はるか（通称：ハッピー）。茶髪をおだんごヘアにしており、ピアノとバレエを習っている。誕生日は2月14日。なお、2001年度まで（ビデオのオープニングは2003年度まで）は2・3年生のみの登場だった。
いけのカンがえる
声 - 大川透、浜田賢二（一部作品）
頭に缶をのせているカエル。キッズの部屋のベランダに住んでいる。読書が趣味。誕生日は6月6日。
うさぎのめめ
声 - 増田ゆき
ラッキーの家に住んでいるウサギ。元々はラッキーが大事にしていたぬいぐるみだった。泣き出すと止まらない。コラショに好かれている。誕生日はラッキーと同じく2月14日。
ブンにいちゃん / 中村 文一（なかむら ふみかず）
声 - 古川登志夫
チャレンジ3年生の編集部員。一分に100回腕を回せる。
モモ / 佐藤百花 （さとう ももか）
チャレンジ3年生の編集部員。茶髪のロングヘア。いつもピンク色のキャップを被っている。
くりけいかん
声 - 一龍斎貞友
チャレンジ3年生に登場する、栗の姿をした警察官。

### 4年生からの教材に登場するキャラクター
4年生からは上記のキャラクターに代わり、各学年のチャレンジ編集部員がキャラクターとして登場。当然ながら進級ごとに交代する。基本的な構成は以下のとおり。
- 各教科担当（国語・算数・理科・社会・英語）
- 教科外担当
- 編集長
- その他マスコットキャラクター（ロボットなど）

各先生にはそれぞれモデルとなったベネッセ社員が実在し、主に保護者向け冊子などでその存在が確認できる。また、特別号では「本人」の写真が掲載されることもある。

#### チャレンジ4年生
2013年度までは4月号でアニメーションDVDが付き、声もそこでのものである。
ジュンペー / 稲城 淳平（いなぎ じゅんぺい）
声 - 山口勝平
国語の先生。
ツンツンヘアーが特徴。趣味はギャグで、いつもギャグノート「メモマックス」を持ち歩いている。しかしギャグは寒く、聞くとうっしー以外のみんなは凍り付いてしまう。また、トムが大好きで、「トムさん」と丁寧に「さん」付けで呼んでいる。良平という双子の兄がいる。
はなっち / 五十嵐 花（いがらし はな）
声 - 岡村明美
算数の先生。
黒髪（ハイブリットスタイルでは青髪）のショートヘア。趣味は推理小説を読む事。また爆音ギターの演奏が得意（ただしかなり低評価）。作詞作曲などもしていて、コンサートも開いている。なおさんが好きで、携帯電話の待ち受けにもしている。小学生の頃から「解くこと」が好きだったらしい。
かおるん / 生島 薫（しょうじま かおる）
声 - ゆきのさつき
理科の先生。
ペットは犬のトム。動物をこよなく愛する。発明が得意で温厚な性格だが、たまに天然ボケ。趣味は動物と話すこと。運動は好きではないらしい。
なおさん / 真壁 尚行（まかべ なおゆき）
声 - 木内秀信
社会の先生。シンガポール出身の帰国子女。サイクリングが好き。エコの第一人者。世界中を旅しているため、外国人の友達がたくさんいる。眼鏡をかけている。はなっちに好かれている。
編集長 / 西村 裕（にしむら ゆう）
声 - 山口由里子
編集長。黒髪のストレートロングヘアの女性。しっかり者。
トム
声 - 西村ちなみ
かおるんのペットだが、謎に満ちた犬。みんながジュンペーの寒いギャグで凍ると、やかんで熱湯をかけてくれる。
ウッシー / 牛島 大（うしじま だい）
声 - 松本梨香
「チャレンジ4年生」をやっている、サッカー好きの少年。ジュンペーのだじゃれが好きで、唯一凍らない。夢はサッカー選手になること。
みう / 野村美海（のむら みう）
声 - 宍戸留美
「チャレンジ4年生」をやっている、ウッシーの友達の少女。ツインテールが特徴。夢は漫画家になること。

#### チャレンジ5年生
だいちゃん / 高橋 大輔（たかはし だいすけ）
国語の先生。黙っていればイケメンなのだが、片付けが苦手で机の上は物で散乱している（机の引き出しは整理されている）。料理が得意。なっち、たじーとは同い年。
さーや / 木村 さやか（きむら さやか）
算数の先生。頼れる5年生編集室のサブリーダー的存在。 長身でショートヘア。ケンタのバスケチームのコーチで怪力。そのせいで、編集室で運動会をした際に男子チームにハンデが与えられた。
なっち / 高田 七実（たかた ななみ）
理科の先生。茶髪をツインテールにしている。機械いじりが好きで、くがっちを作ったのもなっち。身長が小さく子供に見える。方向音痴。水戸出身で、大の納豆好き。こちらもだいちゃん同様、机の上に物が散乱しているが、機械の部品など意味のあるものだけ。なお、2014年度版付録の小冊子に、なっちの妹が後ろ姿で登場している。
ゆうさん / 中川 雄山（なかがわ ゆうざん）
社会の先生。黒髪で常に糸目だが、驚いた時や感動した時には目を開く。相棒はくがっち。旅が好きで休日はいつも旅に行く。絵が上手。早口言葉が苦手。なお、2014年度版付録の小冊子に、旅好きの父親と弟が登場しており、顔がそっくりである。
テリー / 寺井 友伯（てらい ゆうはく）
英語の先生。外国の友達がいっぱいいる。おっちょこちょいのダンサー。さーやなどに触られると石化してしまう。
編集長 / 井原 知朗（いはら ともろう）
編集長。いつも扇子を持っている。涙もろい。時代劇とお祭りが大好き。
くがっち / KUGA-01
なっちの作ったロボットで、グラフを作ったりするのが得意。休日はいつも充電して、次の週に備えている。話すことができないため、カンペのようなものを見せて会話をする。くがっちというニックネームを付けたのはゆうさんであり、くがっちに心情を与えたのもゆうさんである。
ケンタ / 立部 健太（たてべ けんた）
「チャレンジ5年生」をやっている、サッカー好きの少年。
ミサキ / 佐藤美咲
たまに出て来る少女。リレーが苦手。

#### チャレンジ6年生
こやっち / 小矢野 真一（こやの しんいち）
国語の先生。新入社員であるあいちゃんの教育係。スポーツ万能で熱血派。漢字やことわざが好き。大道芸もこなせる。富士山の近くにあるアパートに住んでいる。サボテンは心の友達。
あいちゃん / 伊藤 愛子（いとう あいこ）
算数の先生。編集室では一番若手で、入社2年目。茶髪で、長さは肩まである。そのせいかこやっち達には敬語で話す事が多い。健康オタク。6年生からのおたよりを読むときに、一番目を輝かせている。彼女の家には古い物がたくさんあり、思い出を大切にするタイプ。
よっしー / 杉尾 佳乃（すぎお よしの）
理科の先生。長い髪の毛を解いている普段はマイペースだが、髪の毛を結んだ仕事モードになるとものすごい集中力を発揮する。お菓子が好き。
はやしゅー / 早川 周作（はやかわ しゅうさく）
社会の先生。普段は無口だが社会の事になるとよく喋る。タケルの兄。食べることが好きでよくよっしーとお弁当をめぐる「お弁当バトル」を繰り広げる。大食いだが、決して太ることはなく、宇宙のような胃ぶくろを持つ男とひそかにささやかれている。特にえびが大好物。部屋は2階にあり、全国の骨董品店を探し回りやっと見つけた本物の鎧兜や、世界各地の祭りや呪術などに使われるお面がある。歴史の資料3万冊以上入るハードディスクがある。他にも、本棚にもたくさんの書物があり、はやしゅーはどこにどの本があるか、完璧に記憶している。ベネッセに入社したきっかけは当時オーバードクターの身で就職活動中であったが、エレベーターで当時の編集長と会話した際に社会教科に関する話題になった時に社会教科に関する熱弁を聞いた編集長がベネッセに入社することを薦めたのがきっかけである。。2000年前後から登場しており、20年近く6年生の社会の先生として在籍していたため、小学講座でも知名度が高く低学年のコラショとキッズ、6年生のカケル、はやしゅーは名物キャラとなっている。
ミキ / 太田 ミキ（おおた みき）
英語の先生。特技はダンス。英単語を織り交ぜながら喋る。
編集長 / 広中 剛造（ひろなか たけぞう）
何事にもどっしり構えて、冷静にメンバーを見守る編集室の父。ただ、大好きな自転車と祭りのことになると、その冷静さも失って、少年のようになる江戸っ子の一面も。
おいちゃん
オカメインコのメスで、編集室のペット。あいちゃんになついている。名前の由来は編集長の友達の「おい川」に似ていることからの冗談によるもの。おたよりコーナーではしょっちゅう編集長のコーナーを邪魔している。
タケル / 早川 尊（はやかわ たける）
「チャレンジ6年生」をやっている、はやしゅーの弟。常に帽子を被っているが、これは帽子を取ると兄と同じく髪が大きく広がるため。はやしゅーのためにしょっちゅう編集室に夜食をとどけにきている。眉毛が濃い。

#### 教科外担当
マイマイ / 中野 舞（なかの まい）
4～6年生教科外担当。キノコが好き。声が小さい。編集室メンバー紹介の時はカラスと一緒に登場。カラスはどうやら友達らしい。
たじー / 田島 浩貴（たじま ひろき）
4～6年生教科外担当。趣味はその人がイヤだと思うところがそっくりにかかれた似顔絵も書くこと。小学5年生の頃、マンガを書くことが大好きだった。そのとき書いたマンガの全集は今でも図書室に置いてあるらしい。
きたパタ / 北方 リカ（きたかた りか）
4～6年生教科外担当。物かげにかくれたり、ひとりごとをいっているときも、新しい企画（きかく）を考え中。趣味はアンモナイトの化石集め。たまにゲームなどのすごいものを作ったりする。だいちゃんに嫉妬している。なお、自身の出身地を「アンドロメダ銀河のきたパタ星」と主張しているが、実際の出身地は大阪府である。
つっこみが得意。コスプレ好きで、アルマジロなど自在に変身可。コスプレをするときは大抵、「きたパタde〜」となる(例：きたパタde コバンザメ。自分のコーナーなどのときは例外で、非・巫女、きたパタなどの名称になる)。また、きたパタが住むアパートのトイレや風呂は使われておらず、中央にある「きたパタハウス」と呼ばれる建物の中でトイレや風呂などの生活の全てをまかなっている。そのアパートの部屋はフックがあるなど、楽屋として使われていた模様。そのため、6年の編集室メンバーからは「ナゾの生物」と呼ばれている。自分の歌声を美声だと思っているが、実はものすごい音痴である。小学生のころは尻尾が生えていたらしい。

### 販促用DVDのみのキャラクター
チャレンジ1ねんせいでかっこいい1ねんせいにへんしん!DVD（2008年/2009年度新小学1年生向け販促用DVD）、チャレンジ1ねんせいでかっこいい1ねんせいにだいへんしんDVD（2010年/2011年度新小学1年生向け販促用DVD）
なかまゆうき
声 - 高山みなみ
主人公。かっこいい1年生になるため、コラショと小学校を探検する。しょうがっこうさんから4つの冒険を命じられる。
しょうがっこうさん
声 - 山口勝平
コラショパワーによって生み出された。元々はゆうきが入学する予定の小学校の校舎。2011年製作の「チャレンジ1年生」のテレビCM（「3人に1人」篇）にコラショやキッズと共に出演している。
おおどけい
声 - 富田耕生
小学校の大時計。
はてなようせい
声 - 豊口めぐみ
記名のない持ち物を操る能力を持つ。なお、2009年度版以降のDVDとTVCMではデザインが変更されており、スカート着用から短パン着用に変わっている。
チョークマン
声 - 渡辺久美子
チョークで幻想を見せる能力を持つ。
さんすうロボ
声 - 中田譲治
数を支配する巨大ロボット。唯一コラショ達の仲間にならなかった。
青いドラゴンおもちゃ
青いティラノおもちゃ
どちらもキッズから捨てられたおもちゃ。 その後、コラショによって生き返るが、キッズに怒って家出してしまう。
以上の6人は、2011年製作の「チャレンジ1年生」のテレビCM（「だいへんしんDVD」篇）にコラショなどと共に出演している。
なお、本DVDにはコラショも登場する。
めざせ!きらきら2年生 すくいのゆうしゃと小さなせんしのでんせつDVD（2009/2010年度新小学2年生向け販促用DVD）
キッズとコラショが「きらきら星」を救うというストーリー。
- まゆげ王 - きらきら星の王様。
- キララス - まゆげ王のペット。
- アクアン、メラゴン、フローラ、ゴールドサンダー - 魔人

本DVDにはキッズ・コラショも登場する。

### 1997年度（コラショ等に交代）まで登場していたキャラクター
ポコからブッチまでの4匹をまとめてブコマッチ（2年生まではポコ・カニまるで、カニポコ）と呼んでいた。なお、各キャラクター（一部キャラクターを除く）にはガールフレンドという設定の女の子キャラクターも存在していた。また、ブコマッチおよび研一・進子は中学講座・高校講座にも登場していた。
ポコ
声 - 杉本沙織
国語担当。タヌキの焼き物だった。作中、腹つづみで飛行機を撃墜したことがある。食いしん坊で、お化けや幽霊が苦手。ポコ美というガールフレンドがいる。
文章中の人物や筆者の気持ちになる→化けるという連想から、タヌキが選ばれた。
カニまる
声 - 山田ふしぎ
算数担当。大阪名物カニ道楽だった。鋏の意味が無い。カニ子というガールフレンドがいる。
図形を描く多数の道具と鋏から、鋏と多数の脚を持つカニが選ばれた。
ライきち
声 - 山崎たくみ
理科担当。ライ美というガールフレンドがいる。中学講座でも登場した事があるが、こちらはキャラクターデザインが違っている。
最初の理科担当の先生がライオンの様な髪型だったことから、ライオンが選ばれた。
ブッチ
声 - 吉田小南美
社会担当。プッチというガールフレンドがいる。白い体毛で左目に青い丸の縁がついている（ガールフレンドのプッチにもピンク色の同様の模様がある）。
色々な地域を「駆け巡る」イメージから、犬が選ばれた。1980年代はテレビコマーシャルのラスト（電話番号案内時）に出演していた。
ガンバルー（1997年度はがんばるう）
声 - 伊藤健太郎
オーストラリア出身のボクサーなカンガルー。1995年度と1997年度の1年生の2学期分のみ登場。1997年度登場時にはガンバリーナというガールフレンドがいた。
ガンバルー（がんばるう）と一緒に国語、算数、生活科をがんばろうという内容のオリジナルソングもあったが1997年12月号で一旦登場しなくなった。1998年2月号ではその号掲載のイラストコーナーのお題ががんばるうだったのでその時のみ復活。
やるだっちょ
声 - 肝付兼太
1997年度に登場。ガンバルー（がんばるう）の知り合い。ちょっぴりキザでサングラスが自慢。ポコたちに様々な挑戦をするが、ドジで憎めない部分も。
部長
各学年のチャレンジ編集部員の上司として登場（3年生-）。恥ずかしがりやの性格であるためか拳のみで出てくる（稀に顔が隠れた状態で全身で登場することがある）。
主任
各学年のチャレンジ編集部員の上司として登場（3年生-）。部長同様、恥ずかしがりやの性格であるためか足のみで出てくる（稀に顔が隠れた状態で全身で登場することがある）。部長と比較し、優しい性格付けがなされている。
研一・進子
児童・生徒役で登場。
漢字博士・算数博士
1980年代のチャレンジの漢字・計算ドリルのコーナーに登場。
テックス
イングリッシュチャレンジレギュラーコースに登場。
また、各学年の先生キャラクターも登場していた。1、2年生は国語と算数の先生のみであったが、3年生からは前述と同じような編集部員の構成となっていた。

## プロモーション展開
かつては小学館の学年別学習雑誌に入会申し込みはがき付広告が掲載されていたが、1998年に廃止された。最近では小学校入学準備シーズンにアニマックスやキッズステーションでアニメCMを放送し、受講者獲得のためのプロモーションを展開している。1993年4月から1996年3月にかけて、「ふしぎチャレンジ」というミニ講座をテレビ朝日系列で放映していた時期もあった。2015年夏にSCRAP主催の謎解きイベントであるリアル脱出ゲームとのコラボレーション『探偵ズーノの挑戦状・小学生謎解きにチャレンジ』が開催され、予選は全国5都市の遊園地を巡回する野外ツアー形式で実施され、決勝はテレビ番組の収録となり2015年9月5日にTBSテレビ（関東ローカル）にて、同年9月20日にBS-TBSで全国放送した。コラショデビュー20周年を記念してアニメ映画化が決定し、「映画 コラショの海底わくわく大冒険！」のタイトルでGAGA配給により2019年2月1日に公開することが決定した。

### アニメ映画
コラショデビュー20周年を記念して劇場用アニメとして制作することが決定し、「映画 コラショの海底わくわく大冒険！」のタイトルで2019年2月1日に公開。ゲスト声優として小島よしおが出演することが決定し、本作の応援サポーターとして就任した。前売り鑑賞券は上映館の窓口ではなくLoppi内のローチケにて独占販売している。

#### キャスト

##### レギュラーキャラクター
- コラショ - 大谷育江
- 井上きずな（キッズ） - 岡村明美
- 村木こすも（ラッキー） - 森谷里美
- いけのカンがえる - 浜田賢二
- うさぎのめめ - 増田ゆき

##### 映画オリジナルキャラクター
- リン - 小林沙苗

#### スタッフ
- 原作・製作　- ベネッセコーポレーション
- 監督 - 奥村よしあき
- 脚本 - 広田光毅
- キャラクター原案 - 井上・ヒサト
- キャラクターデザイン・総作画監督 - 荒牧園美
- 生物・プロップデザイン - 槙田一章
- 色彩設計 - 瀬戸治子
- 美術監督 - 岩城万里子
- 撮影監督 - 米谷真一
- 編集 - 丹彩子
- 音響監督 - 長崎行男
- 音楽 - 青木しんたろう
- 制作担当 - 三浦俊一郎
- アニメーションプロデューサー - 西村政行、野村哲史
- プロデューサー - 大竹陽介
- アニメーション制作協力 - SynergySP
- アニメーション制作 - トムス・エンタテインメント
- 協力 - JAMSTEC Team KUROSHIO
- 配給 - GAGA、イオンエンターテイメント（配給協力）

#### 主題歌
「ひかりのやくそく」
作曲・ピアノ演奏 - まらしぃ / 編曲 - 青木しんたろう / 歌 - うちやえゆか feat. まらしぃ